# Artère
Pour les articles homonymes, voir Artère (homonymie).
Cet article possède un paronyme, voir Aptère.
Ne doit pas être confondu avec Veine.
Une artère, du grec ancien ἀρτηρία / artēría, « artère », est un vaisseau sanguin qui conduit le sang du cœur aux autres tissus de l'organisme. 
La quasi-totalité des artères conduisent le sang oxygéné vers les organes (par opposition aux veines), sauf pour les artères pulmonaires qui conduisent un sang pauvre en oxygène vers les poumons.

## Structure

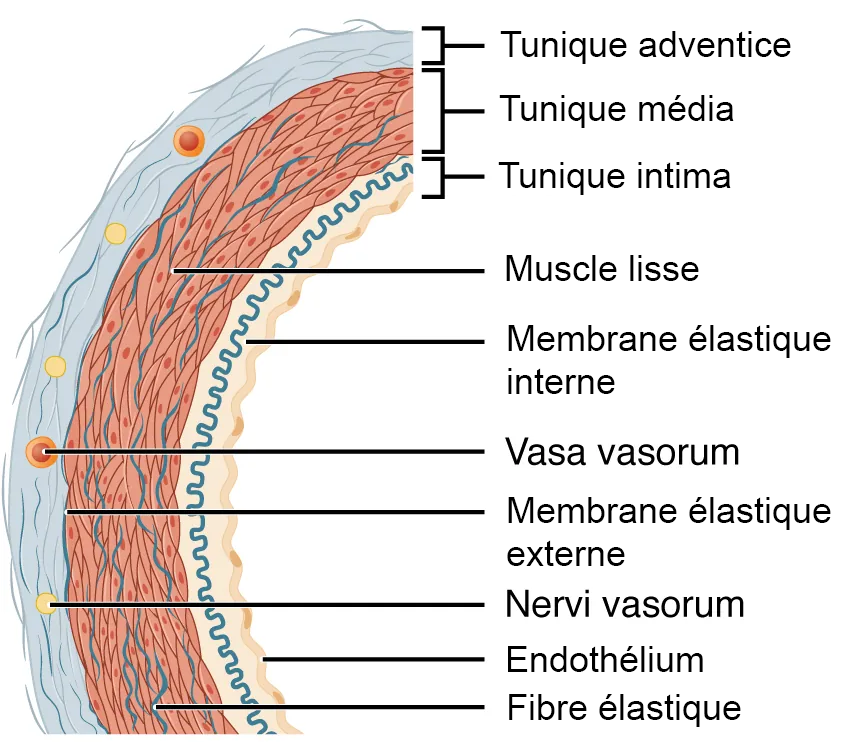
Anatomie d'une artère

Une artère est constituée de plusieurs couches concentriques  qui sont de l'extérieur vers l'intérieur : la tunique externe, la tunique moyenne et la tunique intime.

### Tunique externe
La tunique externe (ou adventice) est composée de tissu conjonctif et de fibres élastiques. 
Elle contient des capillaires sanguins formant les vasa vasorum qui vascularise la paroi artérielle, ainsi que des fibres nerveuses du système autonome sympathique et parasympathique innervant les fibres musculaires de la tunique moyenne. 
Dans les artères de gros calibre, la tunique externe est séparée de la tunique moyenne par une lame élastique externe longitudinale.

### Tunique moyenne
La tunique moyenne (ou média ou mésartère) est constituée de cellules musculaires lisses entourées par une matrice extracellulaire constituée de fibres de collagène et de fibres d'élastine. La proportion de cellules musculaires lisses et de fibres de collagène et d'élastine ainsi que la nature chimique des différentes fibres détermine le type d'artère : élastique ou musculaire. 
La tunique moyenne est séparée de la tunique intime par une lame élastique interne circulaire.

#### Artère élastique
La tunique moyenne d'une artère élastique est formée de lames élastiques intercalées entre les cellules musculaires. Ce sont les artères les plus grandes de l'organisme telles que l'aorte, l'artère pulmonaire, l'artère carotide commune, l'artère subclavière ou le tronc artériel brachio-céphalique.
Les artères élastiques ont comme point commun une tunique intime d'aspect dentelé. Les noyaux des cellules de cette couche au contact du flux sanguin sont quasiment dans la lumière du vaisseau. Une autre de leur particularité est que les cellules de leur tunique moyenne ont un noyau en « tire-bouchon ».
Concernant l'aorte, la limitante élastique interne donne un aspect en zigzag très caractéristique. De plus, sa tunique moyenne est constituée d'une cinquantaine de lames élastiques parallèles, ce qui aide à amener de gros volumes sanguins. Ces lames élastiques sont sous-tendues par des cellules musculaires lisses particulières : les cellules rameuses.

#### Artère musculaire

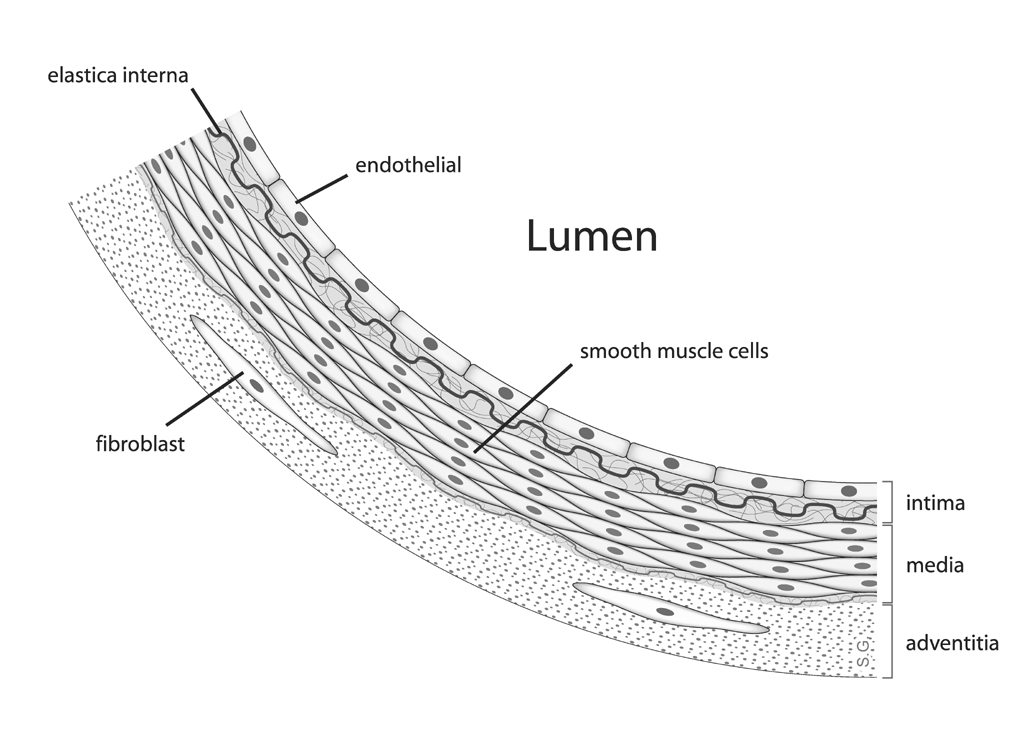
Anatomie de la paroi d'une artère.

La tunique moyenne d'une artère musculaire contient essentiellement des cellules musculaires. Ce sont les artères petites et moyennes de l'organisme.

### Tunique intime
La tunique intime (ou intima ou endartère) est la couche la plus interne directement en contact avec le sang. Elle est constituée d'un endothélium (composé de cellules épithéliales pavimenteuses) et d'une couche sous-endothéliale qui correspond à un tissu conjonctif lâche. 

## Fonctions
Les artères distribuent un sang à haute pression éjecté des ventricules cardiaques vers les différents tissus du corps. Toutes les artères sont des branches des deux artères de sortie du cœur : l'aorte et le tronc pulmonaire.
Les artères doivent s'accommoder des grandes variations de la pression artérielle engendrées par l'activité cardiaque. Pour y parvenir, elles sont entourées de fibres musculaires lisses capables de se contracter (vasoconstriction) ou de se détendre (vasodilatation) en fonction des signaux nerveux et hormonaux reçus.
Il existe deux grands types d'artères : les artères pulmonaires et les artères systémiques.
- Les artères pulmonaires sont issues du tronc pulmonaire, lui-même en continuité du ventricule droit du cœur. Elles charrient un sang pauvre en dioxygène, qui va rejoindre la micro-circulation pulmonaire pour s'oxygéner lors de leur passage autour des alvéoles pulmonaires.
- Les artères systémiques sont celles qui apportent un sang riche en dioxygène (et en nutriments) vers les cellules pour leur permettre d'assurer leur survie.

Certaines artères principales peuvent communiquer directement entre elles par des rameaux artériels communicants comme les artères communicantes postérieures qui font communiquer les artères cérébrales postérieures et les artères carotides internes.
Une artère qui est la seule qui assure la vascularisation d'une zone tissulaire ou d'un organe est dite artère terminale.

## Embryologie
Chez l'embryon, les artères qui se constituent dès le début du développement embryonnaire pour conduire le sang du cœur vers les organes périphériques guident aussi les veines qui en assurent le retour vers le cœur.
Pendant la période fœtale, les artères se divisent en six arc branchiaux droit et gauche, et qui évolueront (ou disparaîtront) :
- le 1er arc involu ;
- le 2e arc involu ;
- le 3e arc devient l'artère carotide ;
- le 4e arc devient à gauche l'aorte, et à droite l'artère subclavière droite ;
- le 5e arc involu mais son existence est sujet à controverse ;
- le 6e arc devient l'artère pulmonaire et le conduit artériel.

## Aspect clinique

### Pathologies des artères
On appelle artériopathie une maladie des artères ou des artérioles.
- Athérosclérose et athérome
- Dissection aortique
- Hypertension artérielle
- Insuffisance coronarienne (ou angor, angine de poitrine)
- Artériopathie oblitérante des membres inférieurs
- Maladie de Horton
- Malformation artérielle
- Anévrisme
- Artérite de Takayasu
- Sténose artérielle

L'embolie pulmonaire est une maladie à part.

## Histoire médicale
Les planches anatomiques anciennes montrent que le réseau sanguin moyen et fin (veineux ou artériel) est resté longtemps méconnu, notamment au niveau de la peau et de certains organes complexes où de nombreuses anastomoses complexifient le réseau artériel, le rendant plus résilient et adaptables aux pressions externes et aux mouvements du corps. 
Ce sont les dissections anatomiques et les chirurgiens des armées qui ont commencé à préciser la connaissance du réseau artériel (topographie, densité, variations individuelles naturelles ou liées à des pathologies) identification de zones hyper- ou hypo vascularisées. 
Puis dans la première moitié du XXe siècle, l'invention de la radiographie (et notamment la découverte des rayons X par Wilhelm Röntgen en 1895) associée à l'utilisation de produits d'injection opaques aux rayons X (liquides et/ou capables de se solidifier) ont permis, sur des cadavre ou des morceaux de cadavres, d'améliorer la précision des études.
Concernant les artères de la peau, apparemment les plus accessibles à notre connaissance, mais en réalité longtemps méconnues, l'anatomiste strasbourgeois Manchot a consacré une partie de sa vie à l'étude de la vascularisation de la peau (sur des cadavres humains). 
Le Pr Dieulafé a montré l'importance de l'irrigation artérielle de la peau, puis  Mme Bellocq (dans sa thèse) a utilisé la radiographie pour étudier la géographie du réseau artériel. 
Près de cinquante ans après les travaux de Manchot, Michel Salmon a complété l'étude anatomique de ce réseau, avec la grosse anatomie (« origine, trajet, rapports, variations, distribution macroscopique des artère cutanées »), et la fine anatomie qui précise ce travail dans le détail (en particulier concernant les anastomoses). Il a réalisé ce travail principalement à partir de la dissection de quinze cadavres adultes ayant subi de lentes injections réplétives (via la carotide gauche) d'un mélange d'huile de lin (600 g), de colophane pilée et chauffée sans ébullition (1 000 g), d'acide phénique pilé et fondu (500 g) et de minium de plomb (2 000 g), dilué dans de l'éther sulfurique pour le fluidifier. Ce mélange se solidifie en vingt-quatre heures et permet des dissections fines et la radiographie. L'acide phénique joue aussi un rôle de conservateur permettant de conserver le cadavre « un mois en saison froide » (p 6). Il a aussi utilisé quatre membres séparés du corps, et six têtes pour pouvoir leur appliquer des injections sous plus haute pression afin d'être certain d'identifier tout le réseau des artérioles de la peau.